# Комитет по защите прав всех трудящихся-мигрантов и членов их семей
Комитет по защите прав всех трудящихся-мигрантов и членов их семей (КТМ) — орган, сформированный из независимых экспертов, который наблюдает за соблюдением Международной конвенции ООН о защите прав всех трудящихся-мигрантов и членов их семей (далее — Конвенция) странами-участницами. Расположен в Женеве. Собирается на ежегодные сессии, первая из которых прошла в марте 2004 года.
На 2010 год Комитет состоит из 14 экспертов (до того, как число государств-участников конвенции достигло 40, экспертов было 10), которые должны обладать высокими моральными качествами, беспристрастностью и признанной компетентностью в сфере трудовой миграции.
Члены Комитета избираются государствами-участниками методом тайного голосования, при этом учитывается справедливое географическое распределение, включая как государства происхождения, так и государства работы по найму, и представительство основных правовых систем. Каждое государство-участник может выдвинуть по одному лицу из числа его собственных граждан. Члены Комитета избираются и выполняют функции в своем личном качестве.
Комитет, в случае, если по меньшей мере десять государств-участников Конвенции сделают соответствующие заявления, получит право получать и рассматривать сообщения от лиц, которые утверждают, что государство — участник Конвенции нарушило их личные права, предусмотренные Конвенцией. Такие сообщения будут приниматься только в отношении тех государств, которые заявили, что признают компетенцию Комитета на их рассмотрение (ст. 77 Конвенции).
Комитет рассматривает доклады, представляемые каждым Государством — участником настоящей Конвенции, и препровождает заинтересованному Государству-участнику такие замечания, какие он сочтет целесообразными. Это Государство-участник может представить Комитету замечания по любым комментариям, сделанным Комитетом в соответствии с настоящей статьей. При рассмотрении этих докладов Комитет может запросить у Государств-участников дополнительную информацию.
Комитет представляет ежегодный доклад Генеральной Ассамблее Организации Объединённых Наций о выполнении Конвенции, содержащий его мнения и рекомендации, основанные, в частности, на рассмотрении докладов и любых замечаний, представленных Государствами-участниками.